# كرة القدم في إقليم الباسك
كانت كرة القدم جزءًا من ثقافة إقليم الباسك منذ نهاية القرن التاسع عشر. اعتبارًا من عام 2023، تلعب ثلاثة فرق باسكية في الدوري الإسباني، الدرجة الأولى من نظام كرة القدم الإسباني: أثلتيك بلباو وريال سوسيداد وديبورتيفو ألافيس.

## التاريخ

### السنوات المبكرة
تم تقديم كرة القدم الحديثة إلى إقليم الباسك في أواخر القرن التاسع عشر من خلال مجموعة من العمال المهاجرين البريطانيين في الغالب والبحارة الزائرين والطلاب الإسبان العائدين من بريطانيا. في أواخر سبعينيات القرن التاسع عشر، بدأ العديد من العمال الإنجليز المنتشرين في جميع أنحاء شبه الجزيرة في إنشاء مجموعات غير رسمية مخصصة لممارسات ترفيهية مختلفة، وخاصة لعبة الكريكيت وكرة القدم، وخاصة في الموانئ الإسبانية، مثل تلك الموجودة في فيغو والأندلس (هويلفا وإشبيلية) وبلباو، والتي كانت المناطق التي شعرت بهذه الظاهرة أكثر من غيرها. كان الأخير ميناءً رائدًا في منطقة صناعية مهمة بها مناجم حديد وأحواض بناء سفن قريبة. وبالمثل، كان الموظفون البريطانيون في أحواض بناء سفن نيرفيون، الواقعة في سيستاو (بسكاية)، هم من نظموا ولعبوا أول مباراة كرة قدم معروفة في المنطقة، والتي أقيمت في 4 أبريل 1890، بين قسم الآلات (المهندسين) وعمال أحواض بناء السفن، وانتهت بنتيجة 8–1 لصالح الأول. كانت هذه المجموعة من رواد كرة القدم جزءًا من نادي متعدد الرياضات يسمى نادي أتليتا، والذي تأسس في أواخر عام 1889.
أقيمت هذه الاجتماعات الأولى لكرة القدم على الرصيف المجاور لضفة نهر نيرفيون، والمعروف أيضًا باسم لا كامبا دي لوس إنجليسيس، وكان هذا هو الملعب الذي بدأ فيه نادي أتليتا اللعب ضد أطقم السفن الإنجليزية القادمة من بورتسموث وساوثهامبتون، وحتى فريق جديد، نادي بلباو لكرة القدم، والذي كان يتألف أيضًا من المقيمين البريطانيين في المنطقة، ولكن ليس مرتبطًا بأحواض بناء السفن، مثل ألفريد ميلز، الذي كان عامل تلغراف. بحلول عام 1892، أجبرهم العدد الهائل من الإنجليز الذين يلعبون كرة القدم على لا كامبا دي لوس إنجليسيس على البحث عن ملعب آخر يمكن أن يستوعب بشكل صحيح عدد السكان المتزايد من البريطانيين، وهكذا، في نوفمبر 1892، طلب رئيس نادي أتليتا، إنريكي جونز بيرد، الإذن باللعب في مضمار سباق الخيل في لامياكو. تم منح الإذن بشكل صحيح وأصبح مضمار السباق الموطن الجديد لكرة القدم المنظمة في بسكاية. انطلقت رياضة كرة القدم في بلباو من لامياكو، حيث كان العديد من سكان بلباو يتدفقون إلى الملعب لمشاهدة فرق العمال البريطانيين تتنافس مع بعضها البعض كل عطلة نهاية أسبوع، وهناك حتى دليل على بطولة «جدية» في شتاء 1892–93، والتي أقيمت في لامياكو بين نادي أتليتا ونادي بلباو إف سي، وفاز بها الأول، الذي حصل على الميداليات التي قدمها له جيمس إس كلارك في 22 أبريل 1893.
استمر الاهتمام بالرياضة في النمو بين المواطنين المحليين، الذين بدأوا في ممارستها، بل وذهبوا إلى حد تحدي العمال البريطانيين في عام 1894 في مباراة في لامياكو، وبطبيعة الحال، فاز البريطانيون المتقدمون بنتيجة مدوية (0–5)، لكن النتيجة لم تثبط عزيمة السكان المحليين الذين سارعوا إلى لعب مباراة أخرى حيث كانت الرياضة تثير اهتمامًا كبيرًا في المنطقة. وبالمثل، بين عامي 1894 و1895، شهدت مرافق لامياكو نموًا مذهلاً من حيث الاجتماعات، والتي كانت تُقام عادةً في صباح يوم الأحد من قبل البريطانيين، ولكن بشكل متزايد ضد السكان المحليين أيضًا. في عام 1896، بدأت مجموعة من الشباب من بلباو من الطبقة العليا، الذين تعلموا كرة القدم أثناء الدراسة في إنجلترا، ممارسة كرة القدم بشكل غير رسمي في المناطق الرملية حيث يقع باسيو دي زوغازارتي اليوم، وأدرك اثنان منهم، كارلوس كاستيلانوس، الذي يقال أنه كان أول إسباني يجلب كرة وحذاءً إلى شبه الجزيرة الأيبيرية، وشقيقه مانويل، ملاءمة التحول إلى نادٍ. مع اختفاء نادي بلباو لكرة القدم الذي كان موجودًا في 1892–1893، أصبح الاسم الأكثر منطقية لنادي كرة قدم جديد تأسس في بلباو (نادي بلباو لكرة القدم) متاحًا مرة أخرى، لذلك أخذوه. وكان من بينهم الأخوان أرانا (خوسيه أنطونيو ولويس) سانتياغو مارتينيز دي لاس ريفاس، نجل خوسيه ماريا مارتينيز دي لاس ريفاس، مالك أحواض بناء السفن في نيرفيون.
في عام 1898، أصبح خوان أستوركويا، وهو عضو سابق في نادي بلباو لكرة القدم، رئيسًا للجنة مكونة من سبعة رجال تتكون من أنصار لامياكو وعشاق كرة القدم المنتمين إلى جيمناسيو زاماكويس، وشكلت هذه المجموعة ما أصبح فيما بعد نادي أثلتيك، والذي على عكس نادي بلباو لكرة القدم، كان يتكون بالكامل تقريبًا من لاعبين من بيسكاي. بين عامي 1898 و1900، لعب نادي بلباو لكرة القدم ونادي أثلتيك عدة مباريات خارج نطاق الاهتمام الصحفي حتى أصبح الأول، باعتباره أقدم نادي وأفضل تنظيم واستبصار عندما يتعلق الأمر بالامتثال للقانون، أول من نظم وضعه عندما تم تأسيسه رسميًا في 30 نوفمبر 1900، في اجتماع غير رسمي عقد في منزل الصناعي خوسيه لويس دي فيلاباسو في حي ألغورتا في بيسكاي. وقد تمت الموافقة على لوائحها من قبل الحاكم المدني وتم طباعتها في عام 1901.
بعد بضعة أشهر، في فبراير 1901، بدأ أثلتيك كلوب، الذي ربما شجعته الأخبار الأولى عن تأسيس نادي بلباو لكرة القدم، محادثات لتأسيس النادي رسميًا، وهو ما فعلوه في 5 سبتمبر 1901، في الاجتماع سيئ السمعة الذي عقد في مقهى جارسيا، حيث قرر الأعضاء البالغ عددهم 33 عضوًا جعله رسميًا وتسجيله كمنظمة رياضية لدى المجلس المحلي. في حين تم تشكيل أثلتيك كلوب بشكل أساسي من قبل لاعبين محليين، ولم يكن في صفوفه سوى لاعب أجنبي واحد، ألفريد ميلز، كان بلباو إف سي يتكون في الغالب من أجانب، مثل والتر إيفانز وجورج لانجفورد وويليام داير وجورج كوشران. في نهاية عام 1901، كان الناديان الأكثر أهمية في المدينة هما أثلتيك كلوب ونادي بلباو إف سي، لذلك طوروا حتمًا تنافسًا بينهما، ولعبوا العديد من المباريات الودية في لامياكو، والتي تقاسمها الفريقان حيث لم يكن هناك سوى عدد قليل من الملاعب في بلباو. أثارت مبارزاتهم توقعات كبيرة وكانت بمثابة أحد محركات كرة القدم كظاهرة جماهيرية في بلباو. في عام 1902، وافق المتنافسان على الانضمام إلى أفضل لاعبي كل نادٍ للعب مباراتين ضد فريق بورديجالا الذي يتخذ من بوردو مقراً له، وهزموه 0–2 في فرنسا، وهي المرة الأولى التي يلعب فيها فريق بلباو على أرض أجنبية، و7–0 في لامياكو، وهي أول زيارة لفريق أجنبي إلى بلباو، حيث حشد حشدًا من ثلاثة آلاف متفرج، وهو عدد هائل في ذلك الوقت.
أصبح هذا الاندماج المؤقت معروفًا باسم نادي بزكايا (بحرف ب)، وبعد دعوة من نادي مدريد لكرة القدم (المعروف الآن باسم ريال مدريد)، تم إرسال نادي بزكايا إلى مدريد لتمثيل مدينة بلباو في كأس التتويج 1902، مع تعيين رئيس أثلتيك آنذاك، خوان أستوركويا، قائدًا للفريق. لعب هذا الكيان وفاز بثلاث مباريات في أيام متتالية، ثم اللقب بعد فوزه على النادي الكتالوني، نادي برشلونة، في النهائي، بنتيجة 2–1، سجلهما أستوركيا وريموند كازو، وكلاهما من أثلتيك. في مارس 1903، لم يتمكن نادي بلباو لكرة القدم من الحفاظ على هيكل مستقل وانتهى به الأمر إلى أن استوعبه نادي أثلتيك وكان الفريق الذي نشأ عن التوحيد يسمى نادي أثلتيك بلباو. ثم فاز النادي بلقب كأس ملك إسبانيا مرتين متتاليتين في عامي 1903 و1904، متغلبًا على نادي مدريد في الأول (3–2) وفاز بالثاني دون لعب مباراة واحدة. بين عامي 1901 و1903، كان أستوركويا مؤسس أثلتيك ولاعبًا وقائدًا (مكافئًا للمدرب) ورئيسًا في الوقت نفسه، حيث قام بأداء المهام الأربع بخبرة.
بالإضافة إلى أثلتيك وبلباو، تم تأسيس المزيد من الفرق مثل نادي سان سيباستيان الترفيهي في عام 1903، وهو أول نادٍ في سان سيباستيان، تلاه فاسكونيا وريال سوسيداد، ونادي إيرون في عام 1906، والذي غير اسمه لاحقًا إلى نادي إيرون الرياضي. أدى انقسام داخلي إلى تقسيم الفريق في عام 1908 وظهر نادي راسينغ إيرون. كانت هذه المنافسة المحلية قوية جدًا في مثل هذه المدينة الصغيرة، لكن نجاح هذه الفرق كان مهمًا. اندمج الناديان لاحقًا في عام 1915. نادٍ مهم آخر يستحق الذكر هو نادي أريناس (لاحقًا أريناس غوتكسو)، الذي تأسس في عام 1909 ويقع في بيزكايا، وبالتالي كان التهديد الرئيسي لنادي أثلتيك في العقد الأول من القرن العشرين.
مع تزايد شعبية اللعبة، سرعان ما تعرضت لعبة البلوتا الباسكية الأصلية للتهديد، لدرجة أن ملعب أتوتشا [الإنجليزية] في سان سيباستيان أجبر على هدم ملاعب البلوتا القريبة من أجل إفساح المجال للتجديدات، أو على وجه التحديد، زيادة السعة إلى 20،000. إلى جانب تطور كرة القدم، كان هناك إدخال القومية الباسكية من قبل سابينو أرانا، الذي يعتبره البعض «الأب» المؤسس. شارك أرانا في إنشاء العلم والنشيد الوطني وفي النهاية الحزب القومي الباسكي (Partido Nacionalista Vasco, PNV). كرة القدم والقومية الباسكية مترابطتان بشكل وثيق على مر التاريخ ومرتا بأحداث تاريخية مهمة مثل الحرب الأهلية الإسبانية، وإنشاء إسبانيا الفرانكوية. في الوقت الذي تلا ذلك، تم جر كرة القدم الباسكية إلى السياسة، مع منع السكان المحليين من إظهار الحكم الذاتي، ولعب منتخب إقليم الباسك لكرة القدم بضع مباريات خلال الدكتاتورية التي استمرت 36 عامًا. مع مرور الوقت، تم تأسيس الاتحاد الباسكي لكرة القدم في عام 1988.

### السنوات الأخيرة
في أوائل القرن الحادي والعشرين، تم تمثيل كرة القدم الباسكية من قبل العديد من الأندية القديمة والجديدة، بعضها يتمتع بحضور قوي في الدوري الإسباني، بما في ذلك أثلتيك بلباو (الذي لعب هناك على أساس مستمر منذ تأسيسه في عام 1928 وكان بطلًا ثماني مرات، بالإضافة إلى 23 فوزًا بكأس الملك ونهائي كأس الاتحاد الأوروبي / الدوري الأوروبي مرتين)، ريال سوسيداد (حاضر في جميع المواسم باستثناء عدد قليل منها، بطل مرتين وفائز بكأس الاتحاد الأوروبي ثلاث مرات، بما في ذلك عام 2020 الذي كان ديربي الباسك بين أثلتيك وسوسيداد)، ديبورتيفو ألافيس (أعضاء متقطعون إلى حد ما في الدرجة الأولى ولكن مع فترات قوية وظهور في نهائي كأس الاتحاد الأوروبي في عام 2001) وإيبار (من 2014 إلى 2021، وُصف بأنه أحد أصغر الأندية المشاركة على هذا المستوى). 

## منتخب الباسك

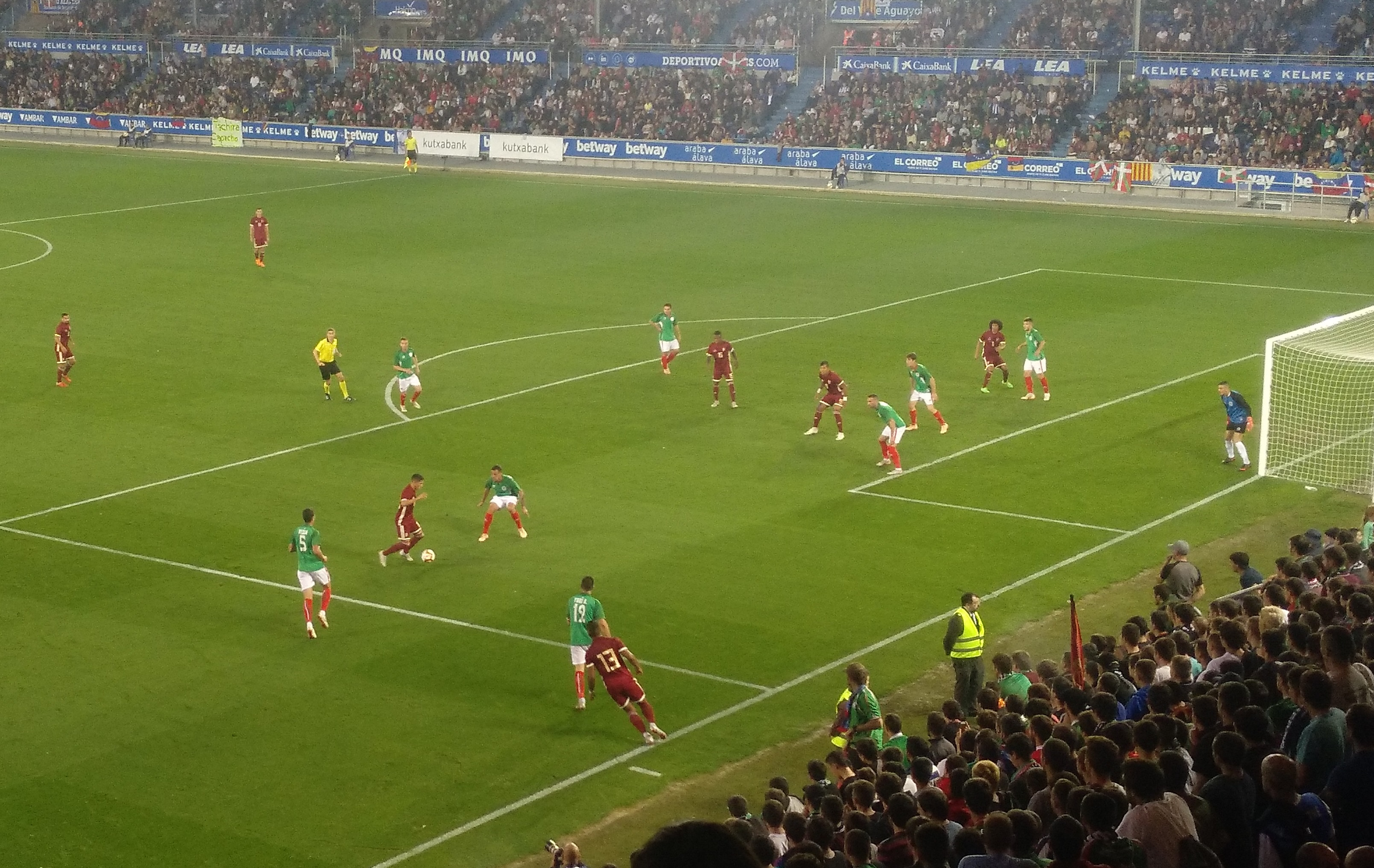
منتخب الباسك (الزي الأخضر والأبيض والأحمر) ضد فنزويلا في غاستيز

منتخب إقليم الباسك لكرة القدم (Euskal selekzioa) يختار لاعبين من منطقة الباسك الكبرى التي تضم مجتمع الباسك المستقل (بسكاية، وألبة، وغيبوثكوا) بالإضافة إلى نبرة المجاورة – الموطن التاريخي للشعب الباسكي ولكن في العصر الحديث لديه هوية مميزة ليست سوى جزء من الباسك، وموطن نادي أوساسونا على مستوى النادي – داخل إسبانيا، والمقاطعات الثلاث الصغيرة التي تشكل شمال الباسك في فرنسا، وهي المنطقة التي تحظى فيها لعبة الرغبي بشعبية كبيرة ولكنها أنتجت بعض اللاعبين الموهوبين. يدير الفريق التمثيلي اتحاد الباسك لكرة القدم. منذ إنشائه في عام 1930، مر الفريق بسلسلة من الأسماء، وتم تنظيمه في المنفى في أمريكا اللاتينية مع بعض أبرز لاعبي المنطقة في ذلك الوقت أثناء الحرب الأهلية، ولعب مرتين فقط تحت دكتاتورية فرانكو. بعد وفاته في عام 1975، عاد الفريق إلى العمل مرة أخرى، حيث لعب 26 مباراة ودية حتى الآن ضد دول من جميع أنحاء العالم مرتبطة بالفيفا – ولكنها في حد ذاتها ليست مرتبطة بالفيفا.

## كرة القدم للشباب
كرة القدم للشباب في المنطقة (التي يشرف عليها كل من الاتحاد الباسكي) لها تقاليدها الخاصة وأسلوب لعبها المتقدم. يتم تعليم العديد من فرق الشباب اللعب بأسلوب يعتمد على الاستحواذ والتفكير السريع.  جانب فريد آخر في المنطقة هو التركيز على إنتاج المواهب المحلية، حيث تم تقييم ريال سوسيداد وأثلتيك بلباو على أنهما يستخدمان باستمرار أعلى نسبة من اللاعبين المحليين عبر أفضل الدوريات الأوروبية لكرة القدم في العقد الأول من القرن الحادي والعشرين. معظم لاعبي ريال هم من سكان غيبوثكوا من أكاديميتهم، في حين تقتصر سياسة التوقيع الرسمية لأثلتيك التي يبلغ عمرها 100 عام على اللاعبين من منطقة الباسك الكبرى (إما ولدوا هناك أو نشأوا هناك أي تلقوا تدريبًا في نادٍ محلي بما في ذلك أكاديمية الشباب الخاصة بهم، أو في بعض الأحيان بسبب الروابط العائلية، على الرغم من أنهم لم يوقعوا أبدًا مع لاعب محترف راسخ على هذا الأساس الأكثر هشاشة). يحظى أثلتيك بلباو باحترام كبير بسبب قدرته على المنافسة ضد أكبر الفرق مثل ريال مدريد وأتلتيكو مدريد وبرشلونة على مدى عدة عقود على الرغم من هذا التقييد والالتزام باللاعبين الشباب المحليين. مع تنظيم الفريق التمثيلي الباسكي على أساس غير رسمي عرضي فقط، قدمت المنطقة قائمة طويلة من اللاعبين للمنتخب الإسباني طوال تاريخه، وخاصة في العقود الأولى من القرن العشرين عندما كانت نسبة عالية من أفضل اللاعبين في الدوري بأكمله من الباسك بسبب شعبية الرياضة في المنطقة، ولكن أيضًا في الفترات اللاحقة بسبب التركيز على المواهب المحلية من قبل الأندية الكبرى (على الرغم من أن هذا صحيح إلى حد ما في جميع أنحاء إسبانيا، حيث تستخدم جميع الفرق الرائدة نظام كانتيرا الراسخ لتنمية الشباب).

## الأندية (باستثناء الأقسام الاحتياطية والسيدات)
| النادي                  | الملعب                            | السعة  | التأسيس        |
| ----------------------- | --------------------------------- | ------ | -------------- |
| ديبورتيفو ألافيس        | ملعب مينديزوروتزا                 | 19،840 | 23 يناير 1921  |
| أموريبايتا              | أوريتكس [الإنجليزية]              | 3،000  | 4 يناير 1925   |
| نادي أموريو             | ملعب الباسارتي                    | 4،000  | 1949           |
| سي دي أنايتاسونا        | معسكر تكسارلويا                   | 1،500  | 1944           |
| أنورجا كي كي إي         | كامبو دي ريزولا                   |        | 1922           |
| أنتيغوا                 | كامبو دي بيريو                    |        | 1982           |
| نادي أبورتوارت          | معسكر أرتيجا لكرة القدم           |        | 1926           |
| أريناس غوتكسو           | ملعب غوبيلا البلدي                | 2،000  | 1909           |
| نادي أريتشاباليتا       | ملعب إيبارا                       | 500    | 1946           |
| سي دي أريزنابارا        | كامبو مونيسيبال دي أريزونابارا    |        | 1972           |
| أثلتيك بلباو            | سان ماميس                         | 53،289 | 1898           |
| سي دي أوريرا أونداروا   | زالدوب                            | 1،000  | 1921           |
| أوريرا فيتوريا          | ملعب أولارانبي                    | 4،000  | 1935           |
| بالماسيدا               | لا بالوجا                         | 1،500  | 2 أغسطس 1914   |
| باراكالدو               | ملعب لاسيساري [الإنجليزية]        | 7،960  | 1917           |
| باسكونيا                | ملعب لوبيز كورتازار               | 8،500  | 1 يناير 1913   |
| إس دي بيسين             | ملعب لويناز                       | 6،000  | 1905           |
| بيرميو إف تي            | الملعب البلدي إتكساس جين          | 3،000  | 1950           |
| دانوك بات سي إف         | ملعب مالونا                       |        | 1972           |
| إس دي ديوستو            | كامبو دي فوتبول دي إتكسزور        | 1،000  | 1913           |
| إس سي دي دورانجو        | ملعب تابيرا                       | 3،000  | 1919           |
| إيبار                   | ملعب إيبوروا البلدي               | 8،164  | 30 نوفمبر 1940 |
| سي دي إلجوبار           | مينتكسيتا                         | 4،000  | 1917           |
| إس دي إيرانديو          | نويفو أتجوري                      | 2،500  | 1915           |
| غرنيكا                  | ملعب أوربيتا                      | 3،000  | 1922           |
| سي دي جيتكسو            | كامبو مونيسيبال دي فادورا         | 3،500  | 1927           |
| إنداوتخو                | كامبو إيبارالدي                   |        | 1924           |
| سي دي لاجون أوناك       | ملعب جارمينديب                    | 1،500  | 1944           |
| سي دي لوديو             | ملعب إلاكوري                      | 3،500  | 2002           |
| لايايوا                 | ملعب ساريينا                      | 3،741  | 1925           |
| أويارتزون كيه           | كارلا ليكونا                      | 2،000  | 1975           |
| أورديزيا كيه إي         | ملعب بلدية ألتاميرا [الإنجليزية]  | 2،000  | 1941           |
| إس دي أويونيسا          | ملعب لويس أسارتا                  | 1،500  | 1928           |
| باسايا كي إي            | كامبو دي فوتبول دون بوسكو         | 2،000  | 1998           |
| نادي بورتوجاليتي        | ملعب لا فلوريدا                   | 5،000  | 1944           |
| ريال سوسيداد            | ملعب أنويتا                       | 39،500 | 7 سبتمبر 1909  |
| ريال يونيون             | ملعب غال                          | 5،000  | 15 مايو 1915   |
| إس دي ريتويرتو سبورت    | إيباريتا                          | 822    | 1923           |
| إس دي سالفاتيرا         | ملعب سالفاتيرا البلدي             | 1،000  | 1964           |
| سان إجناسيو             | أدورتزابال                        | 400    | 1964           |
| إس دي سان بيدرو         | ملعب لاس ياناس                    | 8،000  | 1923           |
| سي دي سانتورتزي         | سان خورخي                         | 2،000  | 1952           |
| سيستاو ريفر             | ملعب مالونا                       | 4،000  | 1918           |
| سيستاو ريفر             | ملعب لاس ياناس                    | 8،905  | 1996           |
| سودوب يو سي             | كامبو لورينزو هورتادو دي ساراتكسو | 1،500  | 1947           |
| سي دي سونديكا           | باسوزابال                         |        | 1970           |
| نادي لوتكسانا الرياضي   | سيرالتا                           | 1،995  | 1919           |
| تولوسا سي إف            | ملعب بيرازوبي                     | 3،000  | 1922           |
| تورينغ كي إي            | كامبو دي فوتبول دي فانديريا       | 1،000  | 1923           |
| جوروتسيتا كي إف تي      | لا سيبي                           | 1،030  | 1980           |
| يونيون سبورت سان فيسنتي | سيوداد ديبورتيفا سان فيسنتي       | 1،200  | 1923           |
| سي دي فيتوريا           | مجمع أونبي الرياضي [الإنجليزية]   | 4،000  | 1945           |
| زالا يو سي              | ملعب لاندابيري                    | 3،500  | 1925           |
| زاموديو إس دي           | ملعب غازيتوغا                     | 5،000  | 1943           |
| زاراوتز كي إي           | ملعب أستي                         | 1،000  | 1944           |

### الأندية المنحلة (بما في ذلك الفرق الاحتياطية)
| النادي                                 | الملعب                            | التأسس | الحُل |
| -------------------------------------- | --------------------------------- | ------ | ---- |
| ديبورتيفو ألافيس ج [الإنجليزية]        | خوسيه لويس كومبانيون [الإنجليزية] | 1980   | 2005 |
| بزكايا                                 |                                   | 1902   | 1907 |
| سيكليستا دي سان سيباستيان [الإنجليزية] | ملعب أونداريتا [الإنجليزية]       | 1909   | 1909 |
| نادي إيبار ب [الإنجليزية]              | مجمع أونبي الرياضي                | 1994   | 2012 |
| نادي ليمون [الإنجليزية]                | ملعب أرلوناجوسيا                  | 1923   | 2012 |
| سيستاو [الإنجليزية]                    | لاس ياناس                         | 1916   | 1996 |